# Episodi di Tutor Hitman Reborn! (prima stagione)
Questa lista comprende la prima stagione della serie anime Tutor Hitman Reborn! di Artland, diretto da Kenichi Imaizumi e tratto dall'omonimo manga di Akira Amano.
La prima stagione, intitolata Bullet, raccoglie i primi 33 episodi della serie ed è stata trasmessa per la prima volta in Giappone dal 7 ottobre 2006 al 26 maggio 2007 su TV Tokyo e Animax. Come sigle di apertura sono state utilizzate Drawing days dei SPLAY per i primi 26 episodi e Boys and Girls dei LM.C per i rimanenti. Come sigle di chiusura sono state utilizzate Michishirube di Keita Tachibana per i primi 12 episodi, One Night Star dei the Arrows per gli episodi dal 13 al 29 e Echo Again dei Splay per i rimanenti. In Italia i primi 26 episodi sono stati trasmessi sul canale satellitare Man-Ga tra il 2010 e il 2011, mentre gli episodi dal 27 al 30 sono stati trasmessi dal 7 novembre 2018 al 12 novembre 2018, gli episodi dal 31 al 33 sono stati pubblicati su Prime Video il 3 e il 10 agosto 2023.  

## Lista episodi
| Nº                  | Titolo italiano Giapponese 「Kanji」 - Rōmaji - Traduzione letterale | In onda          | In onda          |
| Nº                  | Titolo italiano Giapponese 「Kanji」 - Rōmaji - Traduzione letterale | Giapponese       | Italiano         |
| Bullet (33 episodi) | |                  |                  |
| 1                   | Il decimo boss 「えぇ！？俺がマフィアの10代目！？」 - Ē!? Ore ga Mafia no 10 daime!? – "Cosa? Io sono il capo della decima generazione della mafia?"                      | 7 ottobre 2006   | 17 novembre 2010 |
| 1                   | Tsuna è un ragazzo che non brilla né nello studio né nello sport, ma un giorno si presenta a casa sua uno strano bambino che gli cambierà la vita.                        |                  |                  |
| 2                   | Pericolo a scuola 「ジ・エンド・オブ学校!」 - Ji Endo obu Gakkō!? – "La fine della scuola!?"                                                                              | 14 ottobre 2006  | 17 novembre 2010 |
| 2                   | In classe di Tsuna arriva un nuovo studente dall'aspetto poco rassicurante, che pare aver preso di mira proprio lui.                                                      |                  |                  |
| 3                   | Un cocktail di amore e odio 「電撃！愛と恐怖のクッキング！」 - Dengeki! Ai to Kyōfu no Kukkingu! – "Shock! Cucinare con amore e terrore!"                                 | 21 ottobre 2006  | 24 novembre 2010 |
| 3                   | Il piccolo e chiassoso Lambo è arrivato dall'Italia per dare la caccia a Reborn, il quale non lo degna della minima considerazione.                                       |                  |                  |
| 4                   | Io ti salverò! 「家庭教師ヒットマン」 - Hahi! Otomegokoro wa Desutoroi! – "Hahi! Distruggere il cuore delle ragazze!"                                                     | 28 ottobre 2006  | 24 novembre 2010 |
| 4                   | Tsuna, Yamamoto e Gokudera decidono di studiare insieme, ma casa Sawada non è più il luogo tranquillo di un tempo.                                                        |                  |                  |
| 5                   | Il diversivo 「風紀委員長の退屈しのぎ」 - Fūki Iinchō no Taikutsu Shinogi – "Il prefetto capo del divertimento"                                                           | 4 novembre 2006  | 1º dicembre 2010 |
| 5                   | Hibari, lo studente a capo del comitato disciplinare della scuola, sembra un tipo molto pericoloso. Meglio evitare di stuzzicarlo.                                        |                  |                  |
| 6                   | Nihao, Gyoza-Ken 「ニーハオ・ギョーザ拳！」 - Nī Hao Gyōza Ken! – "Nihao Gyoza-Ken!"                                                                                      | 11 novembre 2006 | 1º dicembre 2010 |
| 6                   | Un altro bambino molto singolare compare davanti a Tsuna e sembra essere veramente forte. Si chiama I-Pin e viene dalla Cina.                                             |                  |                  |
| 7                   | Sempre al massimo 「極限！燃えるお兄ちゃん！」 - Kyokugen! Moeru Oniichan! – "Estremo! Un ardente fratello maggiore!"                                                     | 18 novembre 2006 | 8 dicembre 2010  |
| 7                   | Il fratello di Kyoko è un appassionato di pugilato e vorrebbe far entrare nel suo club anche Tsuna, che però non ne ha la minima intenzione.                              |                  |                  |
| 8                   | Il valore della famiglia 「先輩ボスはファミリー思い」 - Senpai Bosu wa Famirī Omoi                                                                                        | 25 novembre 2006 | 8 dicembre 2010  |
| 8                   | A casa di Tsuna è giunto l'ex allievo di Reborn: Dino, il boss della famiglia Cavallone. Per quanto abile, dimostra di avere un grosso punto debole.                      |                  |                  |
| 9                   | Il mala-teschio 「命短し ドクロ病」 - Inochi Mijikashi Dokuro-byō | 2 dicembre 2006  | 15 dicembre 2010 |
| 9                   | In città è arrivato un uomo di mezz'età che pare essere un donnaiolo incallito. Si tratta del Dottor Shamal.                                                              |                  |                  |
| 10                  | Una consegna esplosiva! 「ガハハ！爆発する弁当箱！」 - Gahaha! Bakuhatsu suru Bentōbako!                                                                                  | 9 dicembre 2006  | 15 dicembre 2010 |
| 10                  | Lambo e I-Pin portano scompiglio in classe di Tsuna con un vassoio contenente della nitroglicerina.                                                                       |                  |                  |
| 11                  | Buono da morire 「愛と死の餃子まん!?」 - Ai to Shi no Gyōza-man!? | 16 dicembre 2006 | 22 dicembre 2010 |
| 11                  | Tsuna è innamorato di Kyoko ma non ha il coraggio di dichiararsi, inoltre ha alle calcagna Haru che di certo non gli facilita le cose.                                    |                  |                  |
| 12                  | Il programma di potenziamento 「師の訓練！強化プログラム」 - Shi no Kunren! Kyōka Puroguramu                                                                              | 23 dicembre 2006 | 22 dicembre 2010 |
| 12                  | Gokudera sente molto la rivalità con Yamamoto e vorrebbe dimostrare il suo valore a Tsuna. Reborn ne approfitta per sottoporlo a una serie di prove speciali.             |                  |                  |
| 13                  | La grande sfida di Capodanno 「新春！一億円の大勝負！」 - Shinshun! Ichiōku-en no Daishōbu!                                                                               | 6 gennaio 2007   | 29 dicembre 2010 |
| 13                  | Reborn organizza la cerimonia della famiglia Vongola, durante la quale Tsuna e i suoi amici devono vedersela con Dino e compagnia.                                        |                  |                  |
| 14                  | Il primo appuntamento 「初デート!?地獄の動物園」 - Hatsu Dēto!? Jigoku no Dōbutsuen                                                                                       | 13 gennaio 2007  | 29 dicembre 2010 |
| 14                  | Kyoko invita Tsuna a uscire. Il ragazzo è al settimo cielo e i due vanno allo zoo, dove incontrano numerosi conoscenti.                                                   |                  |                  |
| 15                  | Sfida sulla neve 「サバイバル雪合戦」 - Sabaibaru Yukigassen | 20 gennaio 2007  | 5 gennaio 2011   |
| 15                  | È arrivata la neve e tutti ne sono felici. Reborn decide di organizzare una particolare sfida a palle di neve.                                                            |                  |                  |
| 16                  | Fuga dalla montagna della morte 「死の山を脱出せよ！」 - Shi no Yama o Dasshutsu seyo!                                                                                    | 27 gennaio 2007  | 5 gennaio 2011   |
| 16                  | Dino porta Gokudera e Yamamoto in montagna in un luogo dove Reborn sta facendo esercitare Tsuna, ma alla fine anche loro vengono coinvolti nell'allenamento.              |                  |                  |
| 17                  | Silenzio! Questo è un ospedale 「入院先では音を消せ」 - Nyūin Saki de wa Oto o Kese                                                                                       | 3 febbraio 2007  | 26 gennaio 2011  |
| 17                  | Tsuna è in ospedale per una gamba rotta. I suoi compagni di stanza non contribuiscono certo a tranquillizzarlo, ma peggio ancora fanno le visite che riceve.              |                  |                  |
| 18                  | Il cioccolato di San Valentino 「愛のチョコには毒がある」 - Ai no Choko ni wa Doku ga Aru                                                                                 | 10 febbraio 2007 | 26 gennaio 2011  |
| 18                  | È il giorno di San Valentino e Tsuna spera tanto di ricevere un dono da Kyoko. Yamamoto e Gokudera riscuotono grande successo tra le ragazze.                             |                  |                  |
| 19                  | Il classificatore 「百発百中？何でもランキング」 - Hyappatsu Hyakuchū? Nandemo Rankingu!                                                                                  | 17 febbraio 2007 | 2 febbraio 2011  |
| 19                  | A casa di Tsuna arriva il piccolo Futa, un ragazzino con l'insolito potere di riuscire a classificare qualsiasi cosa.                                                     |                  |                  |
| 20                  | Attacco a sorpresa 「突然の襲撃」 - Totsuzen no Shūgeki | 24 febbraio 2007 | 2 febbraio 2011  |
| 20                  | Molti ragazzi della stessa scuola di Tsuna sono stati aggrediti nelle ultime notti. Hibari indaga per scovare il colpevole.                                               |                  |                  |
| 21                  | L'incarico 「傷つく友たち」 - Kizutsuku Tomo-tachi | 3 marzo 2007     | 9 febbraio 2011  |
| 21                  | Tsuna riceve direttamente dal nono boss dei Vongola l'incarico di catturare un gruppo di pericolosi fuggitivi.                                                            |                  |                  |
| 22                  | Un gioco spietato 「予期せぬ魔手」 - Yokisenu Mashu | 10 marzo 2007    | 9 febbraio 2011  |
| 22                  | Kyoko e Haru sono nel mirino del gruppo di Mukuro. Bird sfrutta la situazione per ricattare Tsuna e i suoi compagni.                                                      |                  |                  |
| 23                  | L'ultimo proiettile 「最後の死ぬ気弾」 - Saigo no Shinuki-dan | 17 marzo 2007    | 16 febbraio 2011 |
| 23                  | Tsuna ed i suoi compagni affrontano un temibile rivale che si è presentato come Mukuro. Ma chi sarà veramente?                                                            |                  |                  |
| 24                  | Contrattacco 「それぞれの反撃」 - Sorezore no hangeki | 24 marzo 2007    | 16 febbraio 2011 |
| 24                  | Tsuna e il suo gruppo decidono di non aspettare oltre e di passare al contrattacco, godendo di un aiuto insperato.                                                        |                  |                  |
| 25                  | Rinascita! 「勝ちたい！目覚めの瞬間」 - Kachitai! Mezame no Shunkan | 31 marzo 2007    | 21 marzo 2011    |
| 25                  | Finalmente Leon si riprende e riesce a fornire nuove chance a Tsuna. È giunto il momento della riscossa.                                                                  |                  |                  |
| 26                  | La fine e l'inizio 「終わりとそれから」 - Owari to Sore kara | 7 aprile 2007    | 22 marzo 2011    |
| 26                  | Tsuna scopre il potere del nuovo proiettile e degli X Gloves generati da Leon e si prepara ad affrontare Mukuro.                                                          |                  |                  |
| 27                  | Sushi per tutti! 「進級祝いで寿司食って」 - Shinkyū Iwai de Sushi Kutt | 14 aprile 2007   | 7 novembre 2018  |
| 27                  | Inizia il secondo anno scolastico per Tsuna e compagnia, ma ognuno è finito in una sezione diversa. Reborn decide di aiutarli a tornare insieme, se vincono una sfida.    |                  |                  |
| 28                  | Ipotesi di reato 「ウソ！俺が殺したの？」 - Uso! Ore ga Koroshita-no? | 21 aprile 2007   | 8 novembre 2018  |
| 28                  | Tsuna si sveglia una domenica felice per l'imminente visita di Kyoko, ma sul suo letto trova un cadavere. Reborn sostiene che è stato il ragazzo a commettere il crimine. |                  |                  |
| 29                  | Scambio di personalità 「恋人はブロッコリー？」 - Koibito wa Burokkorī?                                                                                                   | 28 aprile 2007   | 9 novembre 2018  |
| 29                  | Nel solito caos a casa di Tsuna, Lambo rovina il suo bazooka e poi si trasforma, presentandosi nella versione da adulto con il carattere da bambino.                      |                  |                  |
| 30                  | Tutti in crociera! 「豪華客船でかくれんぼ」 - Gōka Kyakusen de Kakurenbo                                                                                                  | 5 maggio 2007    | 12 novembre 2018 |
| 30                  | Tsuna e la madre vincono una crociera che li porterà su una stupenda isola tropicale. La pace dura poco perché si ritrovano sulla nave tutta la banda di scalmanati.      |                  |                  |
| 31                  | Benvenuti a Mafialand 「おいでませマフィア島（ランド）」 - Oidemase Mafia Rando                                                                                           | 12 maggio 2007   | 3 agosto 2023    |
| 31                  | La gita al 'singolare' parco divertimenti di Mafialand si rivela un piano di Reborn per addestrare Tsuna.                                                                 |                  |                  |
| 32                  | Uno squalo in piscina! 「市民プールに鮫が出た」 - Shimin Pūru ni Same ga Deta                                                                                             | 19 maggio 2007   | 3 agosto 2023    |
| 32                  | Tsuna deve imparare a nuotare e i suoi amici si offrono di aiutarlo. Ma, come prevedibile, i loro metodi si rivelano alquanto particolari.                                |                  |                  |
| 33                  | Un'estate nel debito 「借金まみれの夏休み？」 - Shakkin Mamire no Natsu-yasumi?                                                                                           | 26 maggio 2007   | 10 agosto 2023   |
| 33                  | Dopo aver rotto lo scivolo, Tsuna e i ragazzi devono fare dei lavoretti estivi per ripagarlo.                                                                             |                  |                  |

## Pubblicazione

### Giappone
| N° | Data             | Dischi | Episodi | Extra |
| -- | ---------------- | ------ | ------- | ----- |
| 1  | 26 gennaio 2007  | 1      | 1-4     | /     |
| 2  | 23 febbraio 2007 | 1      | 5-8     | /     |
| 3  | 21 marzo 2007    | 1      | 9-12    | /     |
| 4  | 27 aprile 2007   | 1      | 13-16   | /     |
| 5  | 25 maggio 2007   | 1      | 17-20   | /     |
| 6  | 29 giugno 2007   | 1      | 21-24   | /     |
| 7  | 27 luglio 2007   | 1      | 25-28   | /     |
| 8  | 31 agosto 2007   | 1      | 29-33   | /     |